# Grand Prix de Tennis de Lyon 2000
Il Grand Prix de Tennis de Lyon 2000 è stato un torneo di tennis giocato sul cemento indoor.  
È stata la 14ª edizione del Grand Prix de Tennis de Lyon, 
che fa parte della categoria International Series nell'ambito dell'ATP Tour 2000.
Il torneo si è giocato al Palais des Sports de Gerland di Lione in Francia, dal 6 al 13 novembre 2000.

## Campioni

### Singolare
Arnaud Clément ha battuto in finale  Patrick Rafter con il punteggio di 7–6(2), 7–6(5).

### Doppio
Paul Haarhuis /  Sandon Stolle hanno battuto in finale  Ivan Ljubičić /  Jack Waite con il punteggio di 6–1, 6–7, 7–6.